# Uarda

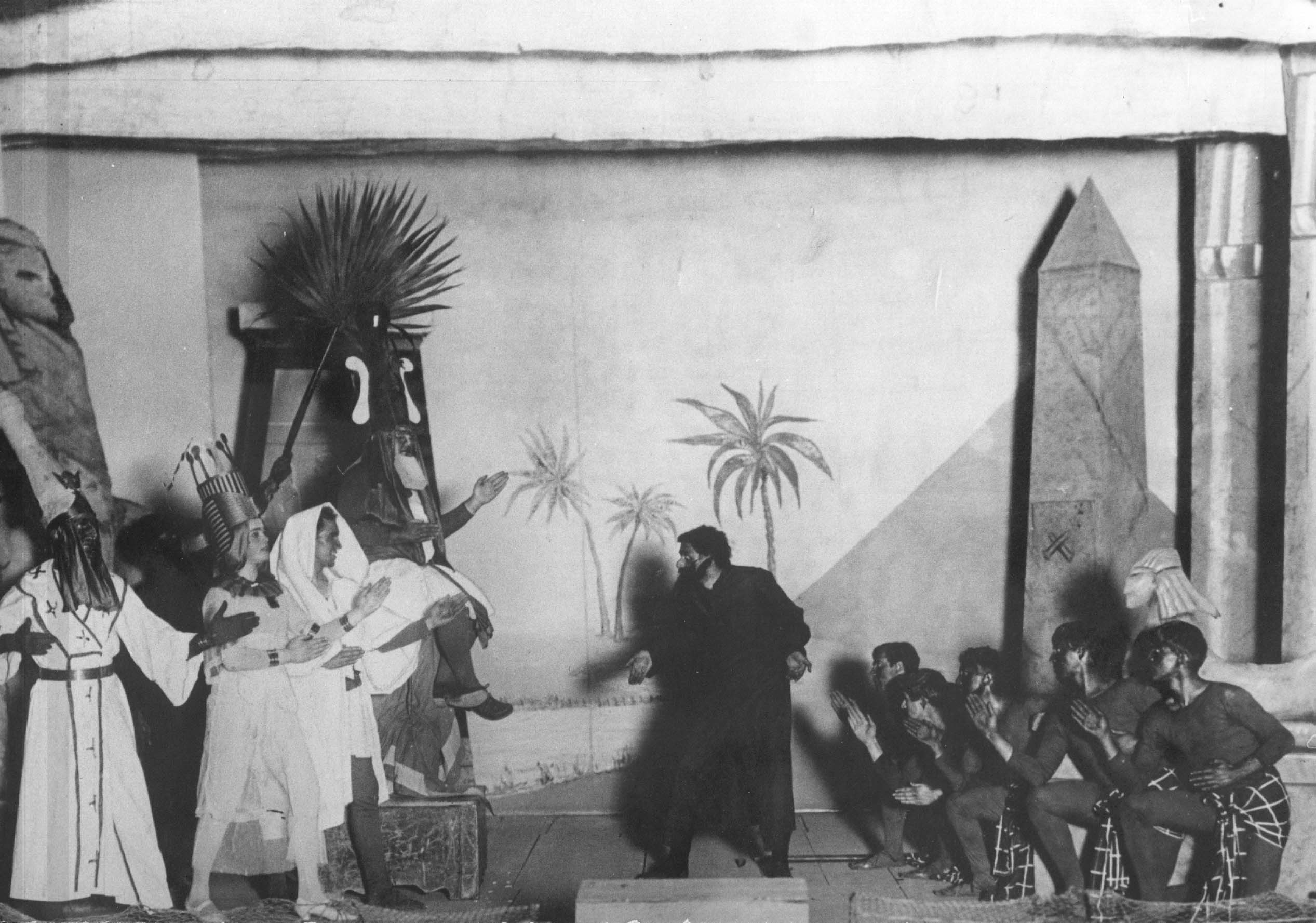
Scenbild ur Uarda från en uppsättning 1909

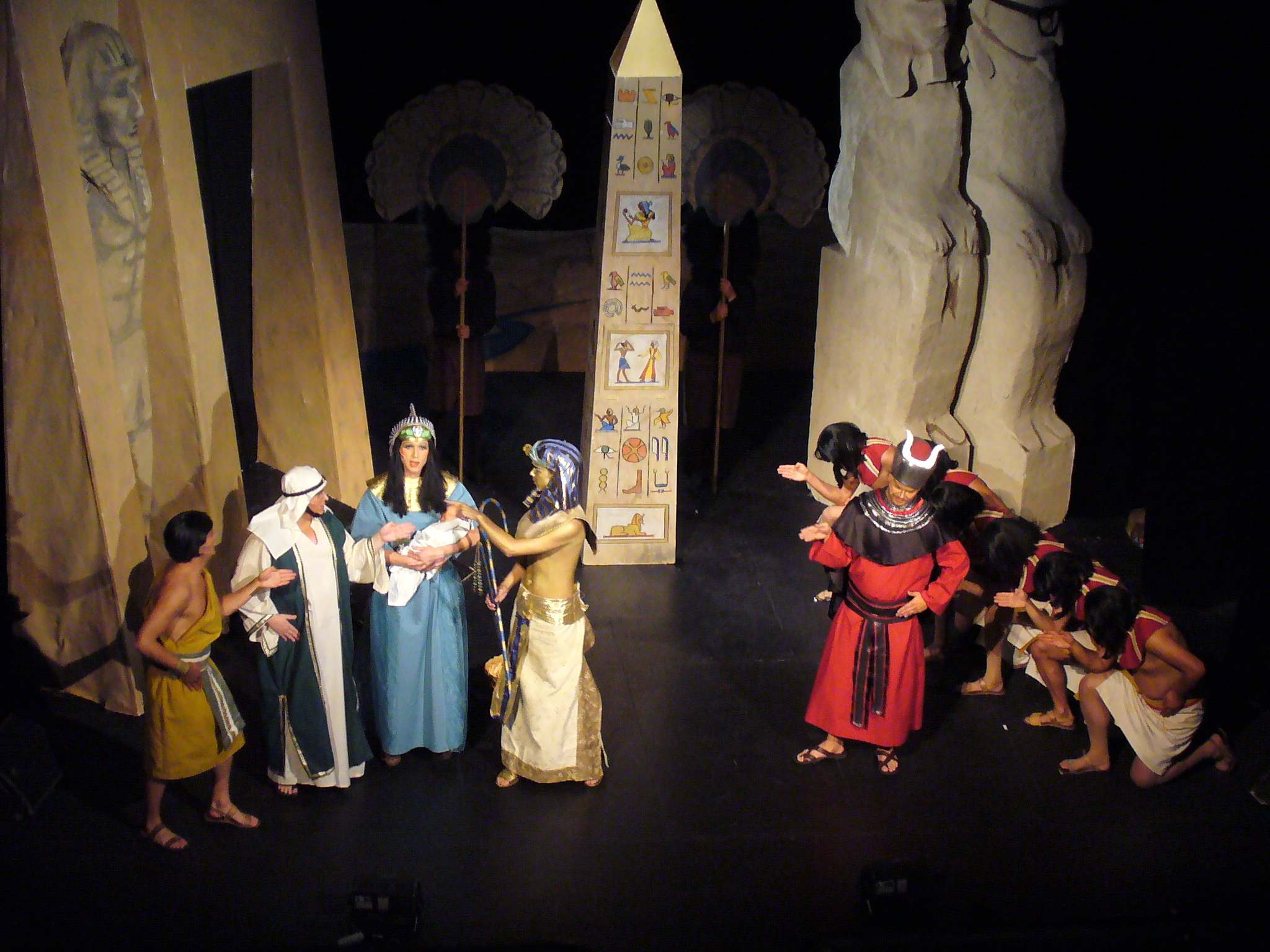
Uarda på Södra teatern i Stockholm år 2008.

Uarda, egentligen Uarda eller Sfinxens spådom, är ett lundensiskt studentspex i fornegyptisk miljö. Det har av somliga betecknats som den vackraste blomman i den lundensiska spexfloran. Uarda är namnet på den egyptiske faraos dotter i den roman med samma titel av Georg Ebers (1876), vilken ligger till grund för spexet.
Uarda författades i enaktsversion till Lundakarnevalen 1908 och omarbetades till helaftonsspex hösten samma år av Ludvig "Thet Gambla Ollonsvinet" Ramberg, Herman G "Lorden" Simmons, Hilding "Kefas" Neander och Hans Hintze. Våren 1909 gick spexet ut på den dittills mest omfattande turné något lundaspex varit på, och spelades med succéartad framgång i Växjö, Jönköping, Norrköping, Stockholm (på Albert Ranfts Östermalms-teatern), Linköping och Helsingborg.
Spexet uppförs sedan lång tid regelbundet vart femte år och hör till de få Lundaspex som inte utsätts för någon mer genomgripande omskrivning mellan uppsättningarna.
Den affisch som ritades åt spexet 1915 av Harald Sjövall är sedan 1976 officiell symbol för Lundaspexarna som ensemble och spexet har dessutom givit namn åt den 1958 av Sten Broman instiftade Uarda-akademien med syfte att "verka för den lundensiska spextraditionens bevarande i kombination med nyskapande produktivitet".
1965 gav Uarda-akademien ut spexet på tre LP-skivor.
År 2008 firades Uardas 100-årsjubileum med ett antal extra föreställningar. Detta blev en publiksuccé, då sammanlagt nästan 10 000 personer kom för att se det 100-åriga spexet. Den 26 april 2008 gav Lundaspexarna den officiella jubileumsföreställningen, vilken bland annat besöktes av kronprinsessan Victoria. Vid den traditionella Siste april-föreställningen avgöts prinsessan Uardas näsa, vilken numera innehar plats nr 142 i Nasoteket på Café Athen i AF-borgen.